# Montendry
Montendry é uma comuna francesa na região administrativa de Auvérnia-Ródano-Alpes, no departamento de Saboia. Estende-se por uma área de 8,28 km². Em 2010 a comuna tinha 58 habitantes (densidade: 7 hab./km²).